# یوهین گلونواری
یوهین گلونواری (نام علمی: Yuhina gularis) نام یک گونه از سرده یوهین است.